# Jessup River Wild Forest
La Jessup River Wild Forest est une réserve forestière américaine située dans le comté de Hamilton, dans l'État de New York. Elle fait partie du parc Adirondack, dans les Adirondacks.